# Acanthogylippus judaicus
Acanthogylippus judaicus är en spindeldjursart som beskrevs av J. Birula 1913. Acanthogylippus judaicus ingår i släktet Acanthogylippus och familjen Gylippidae. Inga underarter finns listade i Catalogue of Life.